# Bataille de Germanicia
La bataille de Germanicia (appelée Mar’ash par les musulmans) eut lieu en 778 et opposa l'Empire byzantin et le califat abbasside lors d'un siège, puis d'une bataille autour de la ville de Germanicia (aujourd'hui Karamanmaras). Elle fit partie d'une expédition plus large lancée par l'empereur byzantin Léon IV en Asie Mineure visant à reprendre plusieurs villes autrefois perdues. L'armée byzantine, sous le commandement de Michel Lachanodrakon, sortie vainqueure de cette bataille en affrontant les troupes du général Thumama Ibn Al-Walid sous le califat d’Al-Mahdi. La bataille s'inscrit dans le long conflit arabo-byzantin faisant suite aux campagnes de l’empereur précédent, Constantin V, et précédant l’invasion de l’Asie Mineure par le califat en 782.

## Contexte
La bataille prenait racine dans une longue période de conflits entre l’Empire byzantin et le califat omeyyade, remplacé, en 750, par le califat abbasside. Le début du VIIIe siècle dans l’empire a été marqué par la menace arabe profitant des troubles politiques au sein même de l’empire pour mener des attaques aux frontières. Ce conflit se terminera par la victoire de Léon III l’Isaurien sur les troupes arabes lors du second siège de Constantinople de 717 et 718, mettant ainsi fin à l’expansionnisme du califat dans cette région. La fin du siège permit une certaine stabilisation des frontières en Asie Mineure, mais ne détermina pas la fin des affrontements entre les l’empire et le califat qui continua durant les siècles suivants. C’est le fils de Léon III, Constantin V, qui mènera une contre-offensive en territoire arabe; dans le sud de l’Anatolie, en Syrie et en Mésopotamie. C’est durant ces attaques que l’empereur byzantin s’empara de la ville de Germanicia, mais, plutôt que d’occuper la ville, Constantin V préféra transférer la population dans le but de renforcer l’empire qui avait été considérablement affaibli par la peste de Justinien ayant duré plus de deux siècles (541-767), laissant donc la ville de Germanicia aux mains du califat.
La ville de Germanicia se situait, à cette époque, à la frontière entre l’Empire byzantin et le califat abbasside. La période fut marquée par un nombre très important de raids arabes menés en Asie Mineure qui firent suite au siège de Constantinople de 717, mais ne se soldaient que très rarement par la prise des villes attaquées. Ces attaques constantes ont, elles aussi, contribué aux éventuelles contre-attaques des Byzantins sous Constantin V et Léon IV.
En 769, la population de la ville de Germanicia aurait été déportée vers la Palestine par le califat abbasside, car il accusait la population d’être des espions pour les Byzantins. Cet acte permet aussi d’expliquer l’opération militaire de Léon IV dans cette région dont la bataille de Germanicia fait partie.
La bataille prit place durant le court règne de l’empereur Léon IV le Khazar. Il accéda au trône en 775 à la mort de son père, Constantin V, mais ne régna que durant 5 ans. Il solidifia rapidement sa position d'empereur face aux nombreux fils de l'empereur précédent qui avaient tous une certaine légitimité pour accéder au trône, devant, au passage, réprimer un complot organisé par Nicéphore, le demi-frère du nouvel empereur. Léon IV décéda prématurément en 780, laissant la couronne à son jeune fils Constantin VI sous la régence d’Irène l’Athénienne, la femme de Léon IV. Cet empereur poursuivit, durant tout son règne, à la fois la guerre contre les Arabes qu’y avait été relancée par Constantin V et l’iconoclasme qu’avait entamé son grand-père, Léon III.
Du côté arabe, la bataille eut lieu durant le règne du calife Al-Mahdi, qui dura de 775 à 785, il est le troisième calife du califat abbasside. Il accéda au trône après le règne de son père, Al-Mansur, qui avait été mouvementé, notamment à cause de différentes rébellions que le calife a dû combattre. De plus, la succession fut complexe, car l’oncle d’Al-Mahdi, Isa Ibn Musa convoitait aussi le trône. Al-Mahdi réussit tout de même à écarter son oncle de la succession et devint calife d’un royaume en paix. Tout ceci fut possible, notamment grâce à la grande popularité du nouveau calife, qui jouissait d’une meilleure réputation que son père et son oncle avant même son règne. Il profita de cette période de stabilité pour solidifier son empire et continuer les attaques sur l’Empire byzantin.

## Nombre de Combattants
L’armée byzantine envoyée en Asie Mineure était composée de soldats venant des thèmes Bucéllaires, Anatoliques, Arméniaques, Thracésiens et Opsikion. Le nombre total de soldats atteignait, selon Théophane le Confesseur, environ 100 000 hommes menés principalement par Michel Lachanodrakon, nommé strategos un an plus tôt par l’empereur Constantin V et étant un fervent défenseur de l’iconoclasme de cet empereur ainsi que celui de son successeur Léon IV. D’autres sources mentionnent un nombre de soldats byzantins plus proche de 80 000. Le nombre de soldats du côté arabe n’est jamais mentionné dans les sources byzantines ni dans les sources arabes, mais le nombre de pertes semble se situer entre 2 000 et 6 000. Les pertes byzantines, elles, ne sont jamais mentionnées dans les sources, le nombre demeurant donc inconnu. Pour les Arabes, c’est Isa Ibn Musa et Thumama Ibn Al-Walid qui mèneront le conflit. Le premier était l’oncle du calife, Al-Mahdi, qui avait été forcé de renoncer à ses droits de succession par ce dernier et obtient, en échange, des territoires autour du Grand Zab, un affluent du Tigre. Le second est un général militaire qui était, à cette époque, responsable du raid annuel en Asie Mineure. 

## La Bataille
La bataille se déroula durant l’été de l’an 778, alors que les troupes du général arabe Thumama Ibn Al-Walid étaient stationnées dans la ville de Dabiq, au nord de la Syrie, près des territoires byzantins d’Anatolie. Au même moment, l’empereur Léon IV organisait une expédition militaire pour reprendre les villes perdues en Asie Mineure. Cette armée était dirigée principalement par Michel Lachanodrakon, mais il fut aidé par des généraux de partout à travers l’empire, plus particulièrement Tatzates, Artabasde, Gregorios Mousoulakios et Karisterotzes, tous étant des généraux militaires très haut placés dans leur thème respectif. Les éclaireurs de Thumama le prévinrent de l’avancée de l’armée de Lachanodrakon, mais le général arabe refusa de les écouter. Les Byzantins ont donc pu encercler la ville fortifiée de Germanicia et saisir tous les chameaux de la garnison. Ils étaient alors en très bonne position pour s’emparer de la ville. Cependant, l’oncle du Calife, Isa Ibn Musa, était présent dans la forteresse, avec comme tâche de surveiller les alentours. Ce dernier offrit à Michel Lachanodrakon des cadeaux dans le but d’éloigner l’armée byzantine de la ville, ce que le général accepta. Les byzantins profitèrent de cette occasion pour piller et détruire les territoires aux alentours de la ville, capturant, au passage, de nombreux chrétiens de l’Église syriaque orthodoxe, considérée, à cette époque, comme des hérétiques aux yeux des byzantins. Après ces raids autour de la ville, Michel Lachanodrakon et son armée retournèrent en direction de la ville, dans le but de recommencer le siège et finalement réussir à s’emparer de la ville. Cependant, le temps gagné par Isa Ibn Musa permit au général Thumama d’envoyer une armée en renfort, commandée par plusieurs émirs, pour intercepter les Byzantins. La bataille eut lieu à l’extérieur de la ville et se solda par la défaite des Arabes. L’armée du calife se retira après avoir perdu 5 émirs et entre 2 000 et 6 000 hommes. Cette bataille dura moins d’une semaine, car, selon Théophane, elle aurait débuté un dimanche et l’armée du calife se serait retirée un vendredi.

## Conséquences
À la suite de la bataille de Germanicia, Michel Lachanodrakon et les autres généraux byzantins ayant participé à la bataille ont été récompensés par l’empereur lui-même à Constantinople pour leur triomphe. La bataille eut très peu d’impacts sur le conflit entre le califat abbasside et l’Empire byzantin, car le conflit continua durant les années suivantes jusqu’au règne de l’impératrice Irène, qui s’efforça de stabiliser la frontière arabo-byzantine en Anatolie par la diplomatie, plutôt que par la guerre, comme Constantin V ou Léon III, en signant une trêve avec les Arabes en 782. La seule conséquence directe fut, pour les musulmans, l’annulation de leurs raids annuels dans la région de l’Asie Mineure. Le califat de cette époque organisait, chaque été, un raid dans cette région pour piller et tenter de reprendre les villes. Celui de 778, commandé par Thumama Ibn Al-Walid, fut donc annulé à cause des pertes causées par la bataille, mais il reprit l’année suivante. 4 ans plus tard, en 782, les Arabes réitérèrent et ils envahirent l’ensemble de l’Asie Mineure jusqu’à la paix signée par Irène.
Une autre conséquence de cette bataille fut la capture, par Michel Lachanodrakon, de nombreux jacobites syriens qui résidaient dans les territoires autour de la ville. Leur capture était due à la rivalité entre l’église byzantine et l’église syrienne.

## Sources
La période de l’Empire byzantin où régnait Leon IV est plutôt, mal connue. Son règne est très cours, ne durant que cinq ans, et se situe entre les règnes de Constantin V, reconnu pour ses efforts militaires contre les musulmans ainsi que pour sa défense de l’iconoclasme, et Irène l’Athénienne, la première femme à avoir régné en temps qu’impératrice, ayant aboli l’iconoclasme pour la première fois. Aussi, les deux sources principales de l’époque contiennent très peu d’information sur le raid de Michel Lachanodrakon en 778 et la bataille de Germanicia. Pour les byzantins, c’est le chroniqueur et moine Théophane le Confesseur qui, dans sa chronique, décrit brièvement les évènements de l’expédition en Asie Mineure, de la mobilisation de l’armée, jusqu’à la victoire, mais sans donner de détails majeurs sur le déroulement de la bataille. La principale source arabe provient de l’historien Tabari, connu pour son œuvre l’Histoire des prophètes et des rois, où il relate l’ensemble de l’histoire du monde musulman du début jusqu’à la fin du IXe siècle. Il consacre, dans le volume 29, une partie au règne d’Al-Mahdi et aborde très brièvement l’attaque byzantine en Asie Mineure, sans y décrire en profondeur les évènements.